# Курумов, Касим Мустапаевич
Касим Мустапаевич Курумов родился в 1805 году в кумыкском селении Бековичево Малой Кабарды (ныне село Кизляр Моздокского района). Из узденей иранского происхождения, родился в семье Мустафы Курумова (1774-1840) из знатного иранского рода Курми. Активный участник Кавказской и русско-турецкой (1877—1878 годы) войн, генерал-майор (1867), видный общественный деятель. Скончался 23 марта 1889 года в городе Грозный.

## Биография
Касим Курумов по своему происхождению из знатного рода, и своим мужеством и отвагой он сделал прекрасную военную карьеру. Участвовал во многих военных походах в Чечне и Дагестане в течение 30 лет. Имел мусульманское и военное образование. Помимо родного иранского, знал кумыкский, арабский, русский, чеченский, аварский языки. Был личным переводчиком у кавказского наместника генерала Барятинского. В 1841—1842 годах по заданию Д. С. Бибикова, который возглавлял канцелярию Управления мирными горцами, Касим Курумов вместе с Д-М. Шейхалиевым и Хасаем Уцмиевым занимался сбором материалов по истории и генеалогии кумыков, кумыкских адатов и переводом шариатских книг. Этими материалами впоследствии пользовались известные историки А-К. Бакиханов,Лобанов-Ростовский и другие.
Занимал должности письменного переводчика: при управлении начальника левого фланга Кавказской линии (с 1849 года) и Чеченского окружного суда (с 1863 года).

## Карьера
- 1829 — прапорщик;
- 1832 — подпоручик;
- 1838 — поручик;
- 1841 — штабс-капитан;
- 1845 — капитан;
- 1846 — майор;
- 1852 — подполковник;
- 1860 — полковник;
- 1879 — генерал-майор[3].

## Награды
- 1832 — Медаль «За храбрость»;
- 1833 — Золотая медаль с надписью «За храбрость» на аннинской ленте;
- 1837 — Орден Святого Станислава IV степени;
- 1834 — Бриллиантовый перстень и серебряная медаль;
- 1843 — Медаль «За усердие»;
- 1844 — Орден Святой Анны III степени;
- 1849 — Орден Святой Анны II степени;
- 1857 — Золотая шашка «За храбрость» (1854[4]);
- 1859 — Орден Святой Анны II степени с императорской короной и мечами[5];
- 1888 — Орден Святого Владимира III степени;

## Семья
Сыновья; Ибрагим — ротмистр (1874), Ильяс — прапорщик, Иса — поручик. Брат Пайзула — капитан, кавалер четырёх георгиевских крестов.